# Winnertzia obscura
Winnertzia obscura är en tvåvingeart som beskrevs av Jean-Jacques Kieffer 1894. Winnertzia obscura ingår i släktet Winnertzia och familjen gallmyggor.
Artens utbredningsområde är Frankrike. Inga underarter finns listade i Catalogue of Life.